# Fegyvernek

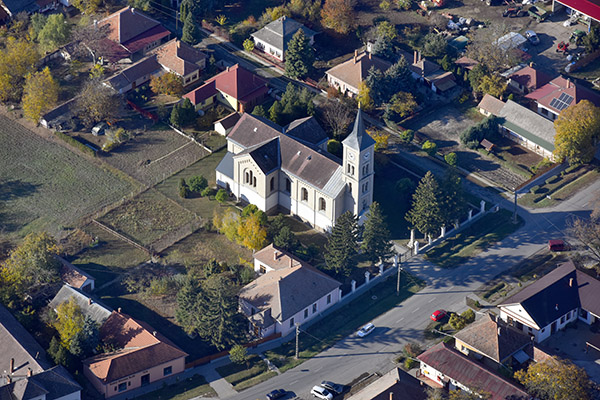
Kyrkan Szent Vendel.

Fegyvernek är en mindre stad i provinsen Jász-Nagykun-Szolnok i Ungern. År 2001 hade Fegyvernek totalt 7 087 invånare. 